# Карнад, Гириш
Гириш Карнад (англ. Girish Karnad; 19 мая 1938, Матхеран, Британская Индия — 10 июня 2019, Бангалор) — индийский писатель

, сценарист, актёр и кинорежиссёр
. На родине известен в основном как драматург (автор пьес: Tughlaq, 1964; Hayavadana, 1971; Anjumallige, 1977; Hittina Hunja, 1980; Nagamandala, 1986). Обладатель нескольких наград, в частности Джнянпитх, самой престижной литературной премии Индии, и гражданских наград Падма Шри и Падма Бхушан.

## Биография
Родился 19 мая 1938 года в Матхеране (ныне штат Махараштра) в конкани-говорящей семье браминов-сарасвати. Его отец, Рагхунатх Карнад, был доктором, а мать, Кришнабхаи (урожденная Манкикар), — медсестрой. У него было три родных брата и один сводный. Когда Гиришу было 14 лет, семья переехала в Дхарвад. В 1958 году он получил степень бакалавра в области математики и статистики в Университете Карнатаки. Затем, в 1960—1963 годах как стипендиат Родса учился на магистра в Линкольн-колледже при Оксфордском университете, где его основными предметами были философия, политика и экономика. В 1963—1970 годах работал в Мадрасском отделении Издательства Оксфордского университета. Живя в Мадрасе, он встретил свою будущую жену Сарасвати Ганапати, врача и куратора проектов в области здравоохранения. Они поженились в 1980 году.
Покинув издательство в 1970 году, Карнад присоединился к любительской театральной группе Madras Players. В следующие годы он занимал пост директора Индийского института кино и телевидения (1974—1975) и председателя академии Сангит Натак (1988—1993). 

### Драматург
В 1961 году во время учёбы в Англии написал свою первую пьесу Yayati. Сосредоточенная на истории мифологического короля, пьеса использовала темы истории и мифологии, которые наполняли работы Карнада в течение следующих десятилетий. Следующая его пьеса Tughlaq (1964) рассказывала историю делийского султана XIV века Мухаммада ибн Туглака и стала одной из самых известных его работ. Следующая его работа Hayavadana увидела свет в 1971 году. Все три затрагивали важные проблемы индийского общества: Yayati показывала противостояние между ожиданиями индийской семьи и личной свободой; Tughlaq отображала разочарование в начале независимой Индии; а Hayavadana  рассматривала вопросы, связанные с личной идентичностью и эмансипацией женщин — и все три имели успех. В 1988 году, пребывая на посту приглашенного профессора в Чикагском университете, Карнад написал Naga-Mandala, основанную на двух народных сказках и смешивающую миф с современной реальностью сельской Индии. Написанная в 1995 году, Agni Mattu Male осталась самой известной его работой. Карнад взял один из сюжетов Махабхараты и поставил его как пьесу в пьесе, чтобы исследовать столкновение между индивидуализмом и всеобщим благом в индийском обществе.
В число других его известных пьес входят Odakalu Bimba (2006), представляющая собой циничный взгляд на индийское литературное учреждение, Maduve Album (2009), посвященная индуистским бракам, и Benda Kaalu on Toast (2014) о современном Бангалоре. Свою последнюю пьесу, Rakshasa Tangadi, он написал в 2018 году. Её сюжет был основан на событиях битвы при Таликоте, которая привела к падению некогда великой Виджаянагарской империи, и исследовал обстановку упадка в общественной жизни.

### Кинематографист
В 1970 году дебютировал в кино как актёр и сценарист в фильме на каннада Samskara, рассказывающем о кастовых ограничениях. После его успеха совместно с режиссёром своих театральных пьес Б. В. Карантом поставил фильм «Семейное древо». Картина принесла ему две Национальные кинопремии: за лучший фильм на каннада и лучшую режиссуру. Его самая известная режиссёрская работа — каннадоязычный «Лес» (1973), завоевавший Национальную кинопремию как второй лучший фильм года. Среди других известных фильмов Карнада на каннада — Tabbaliyu Neenade Magane (1977) и Ondanondu Kaaladalli (1978). Он также работал в кино на хинди, сняв признанный критиками «Праздник любви» (Фестиваль) (1984), экранизацию санскритской пьесы IV века «Mṛcchakatika» древнеиндийского драматурга Шудраки.
Как актёр и сценарист в хиндиязычном кино неоднократно работал с режиссёром Шьямом Бенегалом. В общей сложности он снялся почти в 100 фильмах, включая авторские, такие как «Конец ночи» (1975), «Пробуждение» (1976) и «Икбал» (2005), а также фильмы-блокбастеры, такие как «Жил-был тигр» (2012) и «Тигр жив» (2017).
Карнад скончался после продолжительной болезни 10 июня 2019 года в больнице города Бангалор, где он проживал со своей семьёй с 1989 года.